# Pallavolo ai IV Giochi del Mediterraneo
La pallavolo ai IV Giochi del Mediterraneo si è giocata durante la IV edizione dei Giochi del Mediterraneo, che si è svolta a Napoli, in Italia, nel 1963: in questa edizione si è svolto esclusivamente il torneo maschile, vinto dalla nazionale di pallavolo maschile della Jugoslavia.